# Hong Nam-ki
Hong Nam-ki (* 29. Juli 1960 in Chuncheon, Gangwon-do) ist ein südkoreanischer Politiker, der seit Dezember 2018 als Finanzminister und stellvertretender Premierminister der Republik Korea amtiert. In beiden Ämtern ist er der am längsten dienende Amtsinhaber in der Geschichte des Landes.

## Werdegang
Hong studierte an der Hanyang-Universität und der University of Salford. Er erwarb einen Bachelor-Abschluss in Wirtschaftswissenschaften und einen Master of Business Administration.
Unter Präsidentin Park Geun-hye und Premierminister Hwang Kyo-ahn war Hong von Januar 2016 bis Mai 2017 erster Vizeminister für Wissenschaft. Unter Präsident Moon Jae-in wurde er als Minister für Regierungspolitikkoordination übernommen. Dieses Amt behielt Hong bis November 2018. Im Dezember 2018 wurde er dann als neuer Finanzminister und Nachfolger von Kim Dong-yeon nominiert. Für diesen Posten wurde er von Premierminister Lee Nak-yon empfohlen. Aufgrund dessen, dass Hong gleichzeitig als stellvertretender Premierminister amtiert hatte er dieses Amt nach dem Rücktritt von Chung Sye-kyun von April bis Mai 2021 interimistisch inne. Als die kurze Amtszeit endete, folgte ihm Kim Boo-kyum nach.